# Grup Vocal Zetzània
Zetzània és un grup vocal de que va néixer el 1993 a Cornellà de Llobregat amb el nom de Cor Jove Zetzània com una coral clàssica d'un grup de joves de menys de vint anys que volia fer quelcom que sortís del repertori de les corals més tradicionals. L'any 2009 van fer el seu primer enregistrament "Spirituals negres & Gospel". El 2013 va presentar el seu segon àlbum, anomenat Gospel & Jazz, punt de partida dels actes de celebració del vintè aniversari, que tingueren com a acte principal un concert a l'Auditori de Cornellà.
Entre les actuacions destacades han fet l'espectacle “El Viatge” del 1999 que representava un recorregut pels orígens del Gòspel. També han actuat al Festival de Blues de Cerdanyola i al Festival de Jazz de Terrassa, entre d'altres.
Els seus directors han estat: Elisenda Carrasco, Montserrat Florensa, Jordi Vallespí, Sonia Moreno, Freddy Lafont i Erwyn Seerutton. Actualment el seu director és l'Oscar García González. El 2019 han celebrat el seu 25è aniversari omplint l'Auditori de Cornellà de Llobregat amb l'espectacle "Sentir" .